# 斑體前角單棘魨
斑體前角單棘魨，又稱斑體前角魨，為輻鰭魚綱魨形目鱗魨亞目單棘魨科的其中一種，為熱帶海水魚，分布於中太平洋的夏威夷群島海域，棲息深度6-730公尺，本魚頭部與胸部藍灰色，身體淡黃色或白色，頭部有不規則又斜的黑色線條合併有許多在身體上擠在一起斑點，嘴的區域加唇白色，尾鰭紅色到橘色，具有一個黑色的次端位條紋，背鰭軟條與臀鰭透明到淡黃色，背鰭硬棘1枚，背鰭軟條36-39枚，臀鰭軟條32-36枚，體長可達18公分，棲息在珊瑚礁區，以藻類、珊瑚等為食，生活習性不明。

## 扩展阅读
維基物種上的相關：斑體前角單棘魨